# Vierge à l'Enfant avec deux anges (Botticelli, Strasbourg)
Pour les articles homonymes, voir Vierge à l'Enfant avec deux anges.
La Vierge à l'Enfant avec deux anges est un tableau réalisé vers 1468-1469 par le peintre florentin Sandro Botticelli. Cette huile sur bois est une Vierge à l'Enfant agrémentée de deux anges portant du lys. Elle est conservée au musée des Beaux-Arts, à Strasbourg, en France. Une autre œuvre présentant la même composition picturale mais aux dimensions réduites se trouve au musée des Beaux-Arts d'Angers.

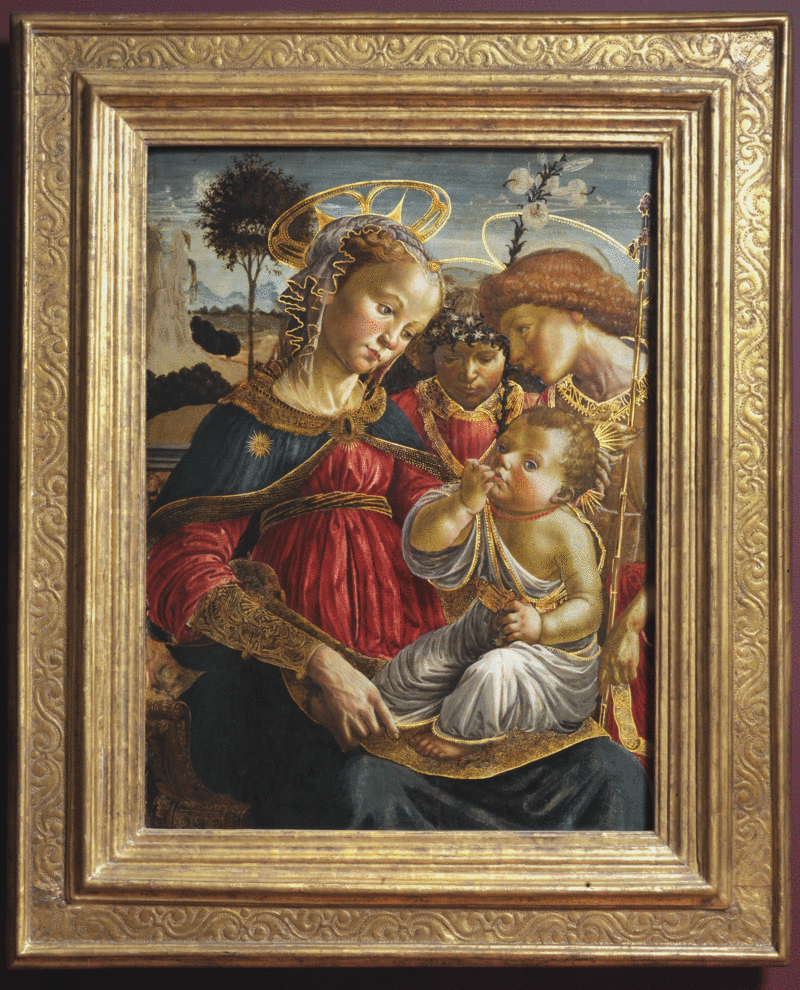
Sandro Botticelli (?), La Vierge, saint Jean-Baptiste et un ange adorant l'Enfant Jésus, deuxième moitié du XVe siècle, musée des Beaux-Arts d'Angers.